# Leucotmemis simillima
Leucotmemis simillima är en fjärilsart som beskrevs av Max Wilhelm Karl Draudt 1931. Leucotmemis simillima ingår i släktet Leucotmemis och familjen björnspinnare. Inga underarter finns listade i Catalogue of Life.